# Ширяев, Андрей Андреевич
Андрей Андреевич Ширяев (род. 21 января 1958 года) — российский учёный-кардиолог, кардиохирург, член-корреспондент РАН (2019).
Доктор медицинских наук (1994), руководитель лаборатории микрохирургии сердца и сосудов отдела сердечно-сосудистой хирургии Национального медицинского исследовательского центра кардиологии.

## Научная деятельность
Специалист в области сердечно-сосудистой хирургии.
Основные научные результаты:
- создано новое направление лечения ишемической болезни сердца – коронарная микрохирургия;
- обоснованы преимущества применения конструкций из внутренних грудных артерий при коронарном шунтировании по сравнению с аутовенами, изучена гемодинамика коронарных шунтов при фармакологических воздействиях;
- разработана тактики коронарной хирургии при рецидивах стенокардии после эндоваскулярного стентирования и при диффузных поражениях артерий сердца;
- разработана методика хирургического лечения мультифокального атеросклероза;
- определена концепция радикальных операций при сочетании сердечно-сосудистых и онкологических поражений, разработаны основные принципы лечения кардиохирургических пациентов со злокачественными новообразованиями.

Автор 357 научных работ, 5 монографий, 4 авторских свидетельств.
Под его руководством защищены 2 докторские и 12 кандидатских диссертаций.

## Награды
- Государственная премия Российской Федерации в области науки и техники (в составе группы, за 2001 год) - за работу «Хирургическое лечение сочетанных сердечно-сосудистых и онкологических заболеваний»[3]